# Hermann Reckendorf
Hermann Reckendorf, né Salomon Reckendorf le 5 février 1863 à Heidelberg et mort le 10 mars 1924 à Fribourg-en-Brisgau, est un orientaliste et arabisant allemand d'origine juive.

## Carrière
Hermann Reckendorf est le fils de l'orientaliste homonyme Hermann Reckendorf (1825-1875), enseignant à l'université de Heidelberg. Le jeune Salomon Reckendorf étudie les langues sémitiques à l'université de Strasbourg auprès de Theodor Nöldeke, puis au séminaire rabbinique de Berlin, avant de s'éloigner de l'orthodoxie juive, ainsi que le fit son père.
Il reçoit sa promotion de l'université de Leipzig et son habilitation en 1888 de celle de Fribourg. Il est professeur à l'université de Heidelberg, puis à l'université de Fribourg-en-Brisgau.

## Quelques publications
- Über den Werth der altäthiopischen Pentateuchübersetzung für die Reconstruction der Septuaginta, thèse, in: Zeitschrift für die alttestamentliche Wissenschaft, vol. VII, 1887, 1re partie, pp. 61–90
- Der aramäische Theil des palmyrenischen Zoll- und Steuertarifs, thèse d'habilitation, in: Zeitschrift der Deutschen Morgenländischen Gesellschaft, vol. 42, 1888, pp. 370-415
- Zur Karakteristik der semitischen Sprachen, Leiden, 1896
- Die syntaktischen Verhältnisse des Arabischen, Leiden, 1898
- Mohammed und die Seinen, Leipzig, 1907
- Über Paronomasie in den semitischen Sprachen, Gießen, 1909
- Die Renaissance des Islams, Heidelberg, C. Winter, 1922, 492 pages : édition à titre posthume de l'ouvrage d'Adam Mez, mort en 1917.
- Arabische Syntax, Heidelberg, 1921; 2e éd., Heidelberg, 1977

## Source
- (de) Cet article est partiellement ou en totalité issu de l’article de Wikipédia en allemand intitulé « Hermann Reckendorf (1863–1924) » (voir la liste des auteurs).